# Józef Glemp
Józef Cardeal Glemp (18 de dezembro de 1929 - 23 de janeiro de 2013) foi um cardeal polonês da Igreja Católica Romana. Ele foi arcebispo de Varsóvia de 1981 a 2006 e foi elevado ao cardinalato em 1983.

## Biografia

### Juventude e ordenação
Józef Glemp nasceu em Inowrocław em 18 de dezembro de 1929, filho de Kazimierz Glemp e Salomea Kośmicka, e foi batizado no mesmo dia.  Seu pai participou da Revolta na Grande Polônia (1918-1919). Józef estudou nos seminários de Gniezno e Poznań , mas sua educação foi interrompida pela Segunda Guerra Mundial; ele e seus irmãos eram trabalhadores escravos durante a ocupação nazista da Polônia.  Glemp foi ordenadoao sacerdócio em 25 de maio de 1956 pelo Bispo Franciszek Jedwabski. Glemp era descendente de alemães por parte de pai. Em uma visita à Escócia, ele alegou descendência escocesa por parte de mãe.

### Serviço inicial
Entre 1956 e 1959, Glemp esteve envolvido na educação de jovens e crianças incuráveis em Mielżyn e Witkowo. Ele também deu aulas de religião em Wągrowiec, Miasteczko Krajeńskie e Polska Wieś . 
Após dois anos de serviço pastoral em Poznań, Glemp foi enviado a Roma em 1958 para estudar direito canônico na Pontifícia Universidade Lateranense, obtendo seu doutorado em utroque iure em 1964,  com uma tese sobre: De evolutione conceptus fictionis iuris . Após o estágio, recebeu o título de Advogado da Rota Romana. Frequentou um curso de latim estilístico na Pontifícia Universidade Gregoriana e também concluiu seus estudos em administração eclesial.

### Capelão
Em 1964, Glemp completou todos os seus estudos em Roma e voltou para Gniezno na Polônia.  Tornou-se capelão das irmãs dominicanas e franciscanas e professor de religião na casa de menores delinquentes. Trabalhou como Secretário do Seminário de Gniezno e como notário da Cúria e do tribunal metropolitano e também como defensor do vínculo.

### Secretariado do Primaz
Em dezembro de 1967, ele trabalhou no Secretariado do Primaz e por 15 anos foi um dos colaboradores mais próximos do Cardeal Stefan Wyszyński . Como capelão pessoal do cardeal, acompanhou-o em suas viagens pela Polônia e por Roma. Ele exerceu várias responsabilidades nas Comissões do Episcopado Polonês e ensinou Direito Canônico na Academia de Teologia Católica de Varsóvia . Participou em vários congressos sobre este tema na Polónia e no estrangeiro. Em 1972 foi nomeado Capelão de Sua Santidade e, em março de 1976, tornou-se Cônego do Capítulo Metropolitano de Gniezno.

### Bispo
Em 4 de março de 1979, o Papa João Paulo II nomeou Glemp bispo de Vármia, no nordeste da Polônia e foi consagrado em 21 de abril, em Gniezno.  Após a morte do Cardeal Wyszyński em 18 de maio de 1981, ele foi nomeado Arcebispo de Gniezno em 7 de julho de 1981, em união "pro hac vice, ad personam" com a Arquidiocese de Varsóvia. Como bispo de Gniezno, ele também se tornou o primaz da Polônia. 

### Cardeal
Glemp foi nomeado cardeal-sacerdote por João Paulo II no consistório de 2 de fevereiro de 1983  e designado como igreja titular da Igreja de Santa Maria em Trastevere . Em 25 de março de 1992, com a reestruturação das dioceses eclesiais na Polônia, João Paulo II dissolveu a união "ad personam" de Gniezno-Varsóvia, nomeando como Arcebispo Metropolitano de Gniezno Dom Henryk Muszynski. O Papa decidiu que o título de Primaz da Polónia deveria permanecer ligado ao património histórico de S. Adalberto na Arquidiocese de Gniezno e confirmou que o Cardeal Józef Glemp, Arcebispo de Varsóvia, tinha a guarda das relíquias de S. Adalberto, que foram venerado na Catedral de Gniezno, deve continuar a ostentar o título de Primaz da Polónia. O papa Bento XVI estipulou que o cardeal Glemp, apesar de sua aposentadoria, permaneceria primaz até 18 de dezembro de 2009, seu 80º aniversário. 

### Conferência episcopal
O cardeal Glemp atuou como presidente da Conferência Episcopal da Polônia por 23 anos, de 1981 até março de 2004. 
Foi presidente delegado à 1ª Assembleia Especial para a Europa do Sínodo dos Bispos (1991).
Glemp foi um dos cardeais eleitores que participou do Conclave de 2005 que selecionou o Papa Bento XVI.

### Administrador apostólico
Em 7 de janeiro de 2007, foi anunciado que o Cardeal Glemp atuaria como Administrador Apostólico da Arquidiocese de Varsóvia devido à renúncia de Stanisław Wielgus .  Em 3 de março de 2007, Kazimierz Nycz foi nomeado para a Sé de Varsóvia.

### Morte

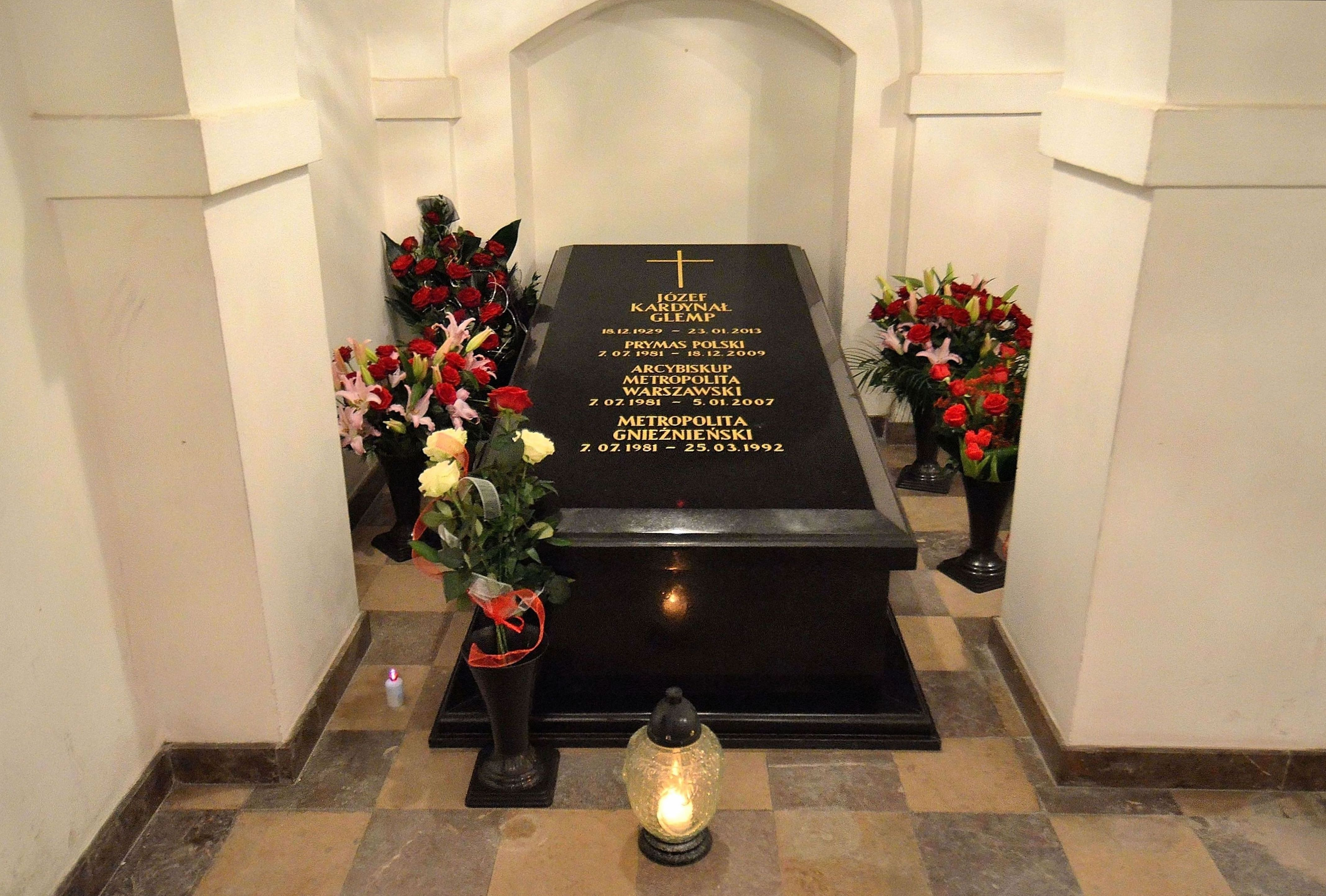
Tumba de Józef Glemp na Catedral de São João em Varsóvia

Glemp morreu de câncer de pulmão em 23 de janeiro de 2013 em Varsóvia aos 83 anos de idade.  As celebrações fúnebres duraram três dias, de 26 a 28 de janeiro de 2013, e aconteceram em três grandes igrejas de Varsóvia. No sábado, 26 de janeiro, o corpo do cardeal jazia em estado na Igreja Visitacionista. No domingo, o caixão foi transferido para a Igreja da Santa Cruz, onde a Santa Missa foi celebrada pelo Arcebispo Celestino Migliore, o núncio apostólico na Polônia, com o sermão do Arcebispo Józef Michalik, chefe da Conferência Episcopal Polonesa. Após a missa, um cortejo fúnebre levou o caixão para Catedral de São João. A missa fúnebre de segunda-feira, 28 de janeiro de 2013, contou com a presença do presidente Bronisław Komorowski e sua esposa Anna, o ex-presidente Lech Wałęsa, o ex-primeiro-ministro Tadeusz Mazowiecki, representantes do judiciário, do Senado e do Sejm, e outros altos funcionários de vários instituições. Mais de cem prelados da Polônia e do exterior (entre eles, o cardeal Dominik Duka de Praga, o cardeal Péter Erdő de Budapeste, o cardeal Lluís Martínez Sistach de Barcelona, o cardeal Joachim Meisner de Colônia e o cardeal de Zagreb Josip Bozanić) concelebraram com o cardeal Stanisław Dziwisz, o Arcebispo de Cracóvia, preside. A homilia foi feita pelo Arcebispo de Gniezno, Józef Kowalczyk, o atual Primaz da Polônia. Posteriormente, o falecido primata foi sepultado em uma cripta da Catedral. 

### Associação curial
- Igrejas Orientais (congregação) [1]
- Cultura (conselho) [1]
- Assinatura Apostólica (tribunal) [1]

## Visualizações

### Radio Maryja
O Primaz Jozef Glemp disse em 2005 que a Rádio Católica Maryja estava causando um racha na Igreja. 

### Caso Wielgus
Durante a polêmica em torno da suposta colaboração do bispo Stanislaw Wielgus com os serviços secretos comunistas, o cardeal Glemp disse que o prelado era um verdadeiro servo de Deus e que as acusações da mídia contra ele eram infundadas ou exageradas. 

### Sermão controverso de 1989
Glemp fez uma homilia em 1989, pela qual enfrentou críticas durante anos. Nele, ele sugeriu que os judeus espalharam o alcoolismo na Polônia e falou sobre o controle judaico da mídia. Em 1991, Glemp escreveu uma carta a um arcebispo americano na qual expressava pesar pelo sermão e disse que reconhecia que isso poderia ter causado dor entre os judeus. Durante sua visita aos Estados Unidos no final daquele ano, Glemp se encontrou com uma dúzia de líderes judeus dentro da residência de John Cardinal O'Connor em Nova York, enquanto cerca de 100 manifestantes protestavam do lado de fora. Nessa reunião, Glemp e os líderes judeus estabeleceram um programa no qual acadêmicos judeus iriam à Polônia e ensinariam sobre as contribuições e a história dos judeus na Polônia. 